# The Incredible Adventures of Van Helsing III
The Incredible Adventures of Van Helsing III est un jeu vidéo de type action-RPG développé et édité par NeocoreGames, sorti en 2015 sur Windows et Mac.

## Accueil
- GameSpot : 6/10[1]